# The Antidote (Simple Plan)
The Antidote è un singolo dei Simple Plan, pubblicato il 5 novembre 2021.

## Video musicale
Il video ufficiale del brano, diretto da Jensen Noen, è stato pubblicato il 27 dicembre 2021.

## Tracce
Testi e musiche di Andrew Goldstein, Chuck Comeau, Pierre Bouvier.
1. The Antidote – 3:15

## Formazione
- Pierre Bouvier – voce, cori
- Jeff Stinco – chitarra solista
- Sébastien Lefebvre – chitarra ritmica, voce, cori
- Chuck Comeau – batteria